# جورج سینکلر کول
جورج سینکلر کول (انگلیسی: George Cole؛ ۱۹۱۱ - ۱۹۷۳) فرد نظامی اهل بریتانیا بود. وی همچنین برندهٔ جوایزی همچون نشان حمام و نشان امپراتوری بریتانیا شده‌است.